# Canazei
Canazei (ladinska: Cianacei), är en kommun och en skidort i Dolomiterna som ligger i regionen Trentino-Alto Adige i Italien. Canazei ligger 1 460 meter över havet. Canazei gränsar till kommunerna Campitello di Fassa, Pozza di Fassa, Mazzin, Corvara in Badia, Selva di Val Gardena, Livinallongo del Col di Lana och Rocca Pietore. Här spelades matcher vid världsmästerskapet i ishockey för herrar 1994. Orten är en del av det enorma sammanvuxna skidområdet Dolomiti Super Ski som består av tiotals dalar och över 400 liftar. Canazei är också en av startpunkterna i rundturen Sellaronda.